# Pezzo capriccioso
Pezzo capriccioso (de l’italien Pièce capricieuse), op. 62, est une pièce concertante pour violoncelle et orchestre (ou piano) de Piotr Ilitch Tchaïkovski composée en 1887.

## Présentation
Pezzo capriccioso est une pièce concertante pour violoncelle et orchestre en si mineur composée en août 1887 et dédiée au violoncelliste Anatoli Brandoukov, ami de Tchaïkovski,.
L'œuvre, d'une durée moyenne d'exécution de sept minutes environ, est l'opus 62 du compositeur. Elle existe également dans une version pour violoncelle et piano réalisée par l'auteur, créée à Paris chez Marie de Benardaky le 28 février 1888 par Brandoukov au violoncelle et Tchaïkovski au piano. 
La version pour violoncelle et orchestre est créée l'année suivante à Moscou, lors d'un concert de la Société musicale russe, le 7 décembre 1889, par Brandoukov en soliste sous la direction du compositeur,.
La partition est publiée par P. Jurgenson en 1888. 

## Instrumentation
L'instrumentation de la version pour violoncelle et orchestre requiert, :
| Instrumentation de Pezzo capriccioso                                 |
| Soliste                                                              |
| 1 violoncelle                                                        |
| Bois                                                                 |
| 2 flûtes, 2 hautbois, 2 clarinettes, 2 bassons                       |
| Cuivres                                                              |
| 4 cors                                                               |
| Percussions                                                          |
| timbales                                                             |
| Cordes                                                               |
| premiers violons, seconds violons, altos, violoncelles, contrebasses |